# Armènia Primera
Armènia Primera o Armènia I (Armenia Prima) fou una província romana d'Orient creada per llei imperial del 18 de març del 536 per la qual es va instituir una nova organització civil de la zona romana d'Armènia. L'antiga província de Magna Armenia va canviar el nom oficial una vegada més i ara va ser anomenada Armenia Prima, sent governada per un procònsol amb rang de spectabilis, que residia a Justinianòpolis.